# جاناتان سلا
جاناتان سلا (انگلیسی: Jonathan Sela؛ ۲۹ آوریل ۱۹۷۸) فیلم‌بردار اهل اسرائیل است. وی از تبار یهودیان فرانسه است.
از فیلم‌های که وی در آن‌ها  نقش مدیر فیلمبرداری داشته‌است، می‌توان به جان ویک، یک روز خوب برای جان‌سخت، طالع نحس، مکس پین، شهروند مطیع قانون و تبدیل‌شوندگان: آخرین شوالیه اشاره نمود.